# Beauty and a Beat
Beauty and a Beat è un singolo del cantante canadese Justin Bieber, pubblicato il 20 ottobre del 2012 come terzo estratto dal terzo album in studio Believe.

## Descrizione
Il brano, che conta la partecipazione della rapper trinidadiana Nicki Minaj, è stato scritto per Bieber da Max Martin, Zedd, Savan Kotecha e Onika Maraj. Successivamente Justin Bieber ha spiegato la sua decisione di duettare con Nicki Minaj dicendo: «Volevo una voce rap femminile e penso che la sua sia la migliore. Ho pensato solo che è perfetta per la canzone.»

## Promozione
Justin Bieber ha cantato per la prima volta la canzone agli American Music Award con Nicki Minaj. In alcune date del Pink Friday: Reloaded Tour, Nicki Minaj ha cantato i suoi versi all'interno della canzone.

## Accoglienza
La ricezione del brano da parte della critica è stata mista. Molti critici hanno lodato il tentativo di Bieber di raggiungere un pubblico a cui di solito non interessa la sua musica, mentre altri hanno criticato il testo e i versi rap di Nicki Minaj.

## Video musicale
Il video musicale è stato pubblicato il 22 ottobre 2012 sul canale VEVO di Justin Bieber. È stato girato al Raging Waters, un parco acquatico californiano.
Il video è stato visualizzato oltre 10,6 milioni di volte in 24 ore, diventando così il record il video più visto su YouTube nel primo giorno di pubblicazione. Il record è stato poi battuto da Psy. È uno dei video che ha ottenuto la certificazione Vevo; conta più un miliardo di visualizzazioni.

## Successo commerciale
Il singolo ha avuto successo soprattutto in Oceania e in America Settentrionale.
In Australia il singolo ha raggiunto la dodicesima posizione ed è stato certificato doppio disco di platino per aver venduto oltre 140 000 copie. In Nuova Zelanda, invece, il singolo ha raggiunto la sesta posizione e vendendo certificato disco di platino grazie a 15 000 copie vendute sul suolo neozelandese. Anche in Canada il brano è stato certificato disco di platino raggiungendo rispettivamente la tredicesima posizione e la quarantasettesima.
In Europa il singolo non ha ottenuto un grande successo, a eccezione della Danimarca dove è stato certificato disco di platino.

## Classifiche

### Classifiche internazionali
| Classifica (2012-13) | Posizione massima |
| -------------------- | ----------------- |
| Australia            | 9                 |
| Austria              | 42                |
| Belgio (Fiandre)     | 21                |
| Belgio (Vallonia)    | 36                |
| Canada               | 4                 |
| Danimarca            | 30                |
| Francia              | 28                |
| Giappone             | 11                |
| Irlanda              | 20                |
| Italia               | 39                |
| Nuova Zelanda        | 6                 |
| Paesi Bassi          | 43                |
| Regno Unito          | 16                |
| Stati Uniti          | 5                 |
| Svezia               | 25                |
| Svizzera             | 46                |

### Classifiche di fine anno
| Classifica (2012) | Posizione |
| ----------------- | --------- |
| Australia         | 62        |